# Chlorops canaliculatus
Chlorops canaliculatus är en tvåvingeart som beskrevs av Becker 1911. Chlorops canaliculatus ingår i släktet Chlorops och familjen fritflugor. Inga underarter finns listade i Catalogue of Life.